# John Johnson (nhà soạn nhạc)
John Johnson (c. 1545-1594) là một nghệ sĩ chơi đàn luýt, nghệ sĩ thổi sáo và là nhà soạn nhạc người Anh, gắn liền với triều đình Nữ hoàng Elizabeth I.
Ông là cha của nghệ sĩ đàn luýt, nhà soạn nhạc Robert Johnson.